# هضبة أبرق الدريعاء
هضبة أبرق الدريعاء أو أبرق المقاريب هي إحدى هضاب منطقة القصيم في المملكة العربية السعودية، وترتفع قرابة 862 متراً عن سطح البحر.

## وصف الموقع
تقع الهضبة على إحداثيات 26°41'00.0«شمال 43°07'25.0» شرق، في المنطقة المعروفة باسم الشرفة الواقعة شمال غرب منطقة الجواء وشمال جبل الموشم وجنوب وادي الترمس. يحدها من الجنوب هضبة طريبيثة ومن الشمال الغربي جبال القرائن وأيضاً هضاب مثلثات وقرية الصلبية، ومن الشمال الشرقي قرية المخرم ومورد الماء المعروف باسم ماء يكلب، وفي الغرب منها هضاب القمر وقرية السعيرة، ومن الشرق قرية الطراق. يجري حول الهضبة عدد من الشعاب من الجهة الشرقية والشمالية الشرقية ومنها شعيب المخرم، وشعيب طبقان، وشعيب صياد.
ذكرها عبد الله بن صالح العقيل في معجم جبال منطقة القصيم، وذكر أنها غير مذكورة في كتب البلدان القديمة، وأن محمد ناصر العبودي لم يذكرها في معجم بلاد القصيم بهذا الاسم ولكنها قد تكون أبرق المقاريب المذكورة عنده، ونقل عنه أن أبرق المقاريب تقع شمال هضبة أبرق الضيان بحوالي 8 كيلومترات وأن رملها أبيض وحجارتها تميل للون الأحمر، وأن الأعراب كانوا يبيتون عندها قبل أن يوردوا إبلهم على ماء المخرم وماء يكلب.